# Valtteri Jokinen
Valtteri Jokinen (ur. 12 lutego 1983) – fiński judoka. Olimpijczyk z Londynu 2012, gdzie zajął dziewiąte miejsce w wadze ekstralekiej.
Zajął dziewiąte miejsce na mistrzostwach świata w 2010; uczestnik zawodów w 2009, 2011 i 2013. Startował w Pucharze Świata w latach 2004 i 2007-2013. Pięciokrotny mistrz kraju.

## Letnie Igrzyska Olimpijskie 2012
| Konkurencja | Eliminacje               | Eliminacje               | Klas. końcowa |
| Konkurencja | Przeciwnik I             | Przeciwnik II            | Miejsce       |
| ----------- | ------------------------ | ------------------------ | ------------- |
| 60 kg       | Yassine Moudatir (MAR) Z | Choi Gwang-hyeon (KOR) P | 9.            |